# Pteroeides laboutei
Pteroeides laboutei är en korallart som beskrevs av Jean-Loup d'Hondt 1984. Pteroeides laboutei ingår i släktet Pteroeides och familjen Pennatulidae. Inga underarter finns listade i Catalogue of Life.